# Mònica Pérez i Blázquez
Mònica Pérez Blázquez (Barcelona, 1971) és una actriu catalana.

## Trajectòria
Televisió
- El semáforo (1995/1997) a La1 de TVE. Ballarina.
- Una altra cosa (2002/2003) a TV3. Diversos personatges.
- Homo Zapping (2003/2005; 2017-2018) a Antena3 / Neox. Diversos personatges.
- Buenafuente (2005/2007) a La Sexta. Asunción Angulo.
- Paranoia setmanal (2007) a Antena3. Diversos personatges.
- La que se avecina (2008) a Telecinco. Blanca Neruda (15 capítols) (Personatge principal) (2a. temporada)
- Lalola (2008/2009) a Antena3. Bibi.
- La escobilla nacional (2010) a Antena3. Diversos personatges.
- Ventdelplà (2010) a TV3. Petra (1 episodi).
- Catalunya aixeca el teló a TV3. Presentadora.
- Crackòvia (2012) a TV3. Diversos personatges (2 lliuraments).
- Polònia (2012/2013/2018) a TV3. Infanta Cristina (5 programes).
- Señoras que... (2012) a Neox. Diversos personatges (2 programes)
- Homo Zapping: Feliz año Neox (2016) a Neox. Diversos personatges (2 programes)

Cinema
- Tapes (2005)
- Kibris, La llei de l'equilibri (2005)
- Cinemart (2007)
- Jodienda Warrick (2008) (Curtmetratge)
- Cambio de planes (2012) (Curtmetraje)
- Padre no hay más que uno (2019)
- Padre no hay más que uno 2: La llegada de la suegra (2020)

Teatre
- Diverses obres independents (1989/1993)
- Instintos básicos (1993/1997) de Leo Bassi
- Diverses obres amb La Cubana (1997/2002)
- Diverses obres amb El Terrat (2002/2007)
- La Família Irreal (2012/2013)
- McGuffin (2017)
- Escape Room (2019)